# Okręg wyborczy Bethnal Green and Stepney
Okręg wyborczy Bethnal Green and Stepney powstał w 1983 r. i wysyłał do brytyjskiej Izby Gmin jednego deputowanego. Okręg obejmował część londyńskiego East Endu. Został zniesiony w 1997 r.

## Deputowany do brytyjskiej Izby Gmin z okręgu Bethnal Green and Stepney
- 1983–1997: Peter Shore, Partia Pracy